# KooKoo
KooKoo je profesionální finský hokejový tým. Byl založen v roce 1965. V roce 1987 vyhrál I-Divisioonu (druhou nejvyšší soutěž) a postoupil tak do SM-liigy. O tři roky později z ní sestoupil a do sezóny 2014/2015 hrál bez přerušení opět druhou nejvyšší soutěž (nyní známou jako Mestis). Největšího úspěchu v ní dosáhl v sezónách 2001/02 a 2014/2015, kdy se dostal až do finále play off. Pro sezónu 2015/2016 se klub vrací mezi elitu a bude startovat v nejvyšší soutěži.

## Čechoslováci / Češi v týmu
| Ročník                      | Hráči Česka                                 | Link |
| --------------------------- | ------------------------------------------- | ---- |
| 1987/1988                   | František Joun                              |      |
| 1988/1989                   | nikdo                                       |      |
| 1989/1990                   | nikdo                                       |      |
| 2015/2016                   | nikdo                                       |      |
| 2016/2017                   | nikdo                                       |      |
| 2017/2018                   | nikdo                                       |      |
| 2018/2019                   | nikdo                                       |      |
| 2019/2020                   | Libor Šulák                                 |      |
| 2020/2021                   | nikdo                                       |      |
| 2021/2022                   | Nick Malík, Radek Koblížek                  |      |
| 2022/2023                   | Nick Malík, Štěpán Vopravil                 |      |
| 2023/2024                   | Nick Malík, Radek Koblížek, Štěpán Vopravil |      |
| 2024/2025                   | Radek Koblížek                              |      |
| 2025/2026                   | Radek Koblížek                              |      |
| Zdroj na eliteprospects.com |                                             |      |

## Přehled ligové účasti
| Finsko (1987 – 1990, 2015 – ) |          |           |                                                                                   |                     |
| Sezóny                        | Soutěž   | ZČ        | Play-off, nadstavba, sk. o udržení...                                             | Kapitán             |
| 1987/1988                     | SM-liiga | 10. místo | SM-Liiga kvalifikační série zisk Kiekkoreipas 3 : 2                               | Harri Haapaniemi    |
| 1988/1989                     | SM-liiga | 9. místo  | Ne                                                                                | Risto Kerminen      |
| 1989/1990                     | SM-liiga | 11. místo | SM-Liiga kvalifikační série prohra s Hockey Reipas 1 : 3                          | Risto Kerminen      |
| 2015/2016                     | Liiga    | 11. místo | Ne                                                                                | Ari Vallin          |
| 2016/2017                     | Liiga    | 13. místo | Ne                                                                                | Josh Green          |
| 2017/2018                     | Liiga    | 14. místo | Ne                                                                                | Toni Kähkönen       |
| 2018/2019                     | Liiga    | 14. místo | Ne                                                                                | Toni Kähkönen       |
| 2019/2020                     | Liiga    | 5. místo  | Ročník zrušen po odehrání základní části a nadstavby z důvodu Pandemie covidu-19. | Alexander Bonsaksen |
| 2020/2021                     | Liiga    | 9. místo  | Předkolo prohra s Tampereen Ilves 0 : 2                                           | Alexander Bonsaksen |
| 2021/2022                     | Liiga    | 4. místo  | Zápas o bronz prohra s Tampereen Ilves 2 : 3                                      | Alexander Bonsaksen |
| 2022/2023                     | Liiga    | 8. místo  | Čtvrtfinále prohra s Tappara 0 : 4                                                | Heikki Liedes       |
| 2023/2024                     | Liiga    | 12. místo | Ne                                                                                | Otto Paajanen       |
| 2024/2025                     | Liiga    | 6. místo  | Předkolo prohra s Vaasan Sport 1 : 3                                              |                     |
| 2025/2026                     | Liiga    |           |                                                                                   |                     |